# Rogue Cop
Rogue Cop (br: Pecado e Redenção) é um filme estadunidense de 1954, do gênero policial em estilo noir, dirigido por Roy Rowland.

## Sinopse
Christopher Kelvaney é um detetive de polícia "durão" e corrupto, com um irmão mais jovem, Eddie, um honesto policial de rua. Ele ajuda Eddie a prender um assassino e, com isso, seu irmão se torna a principal testemunha do caso. Mas logo Chris recebe pressões dos chefões do crime para forçar seu irmão a mudar o depoimento e com isso libertar o assassino. Chris tenta de todas as formas convencer Eddie a desistir de testemunhar, pois sabe que se ele o fizer, será morto.

## Elenco
- Robert Taylor.... detetive-sargento Christopher Kelvaney
- Janet Leigh.... Karen Stephanson
- George Raft.... Dan Beaumonte
- Steve Forrest.... Eddie Kelvaney
- Anne Francis.... Nancy Corlane
- Robert Ellenstein.... detetive Sidney Y. Myers
- Robert F. Simon.... Ackerman

## Indicações
- O filme foi indicado ao Oscar de 1955 como melhor fotografia em preto & branco (John F. Seitz).